# Fundació Mozilla
La Fundació Mozilla és una organització sense ànim de lucre dedicada a la creació de programari lliure. Té com a objectiu "mantenir l'elecció i la innovació a Internet".
Qualsevol persona o companyia pot col·laborar al projecte de Mozilla de diverses formes, com per exemple, aportant codi, provant els productes o escrivint documentació. El treball desinteressat dels contribuïdors de Mozilla fa que sigui una organització sense ànim de lucre.
Rep finançament d'algunes empreses com Google.

## Característiques del programari de Mozilla
Hi ha tres característiques importants dels productes de Mozilla: el codi obert, el respecte pels estàndards i la portabilitat o possibilitat per a la interacció del programari en múltiples plataformes.

### Codi obert
El codi dels productes de Mozilla està alliberat sota les llicències MPL, GPL o LGPL. És programari lliure i això implica que, a més que els productes poden descarregar-se gratuïtament d'Internet, el codi font està a disposició de tot el món i està permesa la lliure redistribució d'aquest codi amb modificacions o sense per part de qualsevol persona, sempre sota els termes de la llicència. El treball del projecte Mozilla, com que està emparat per una llicència lliure, s'entrega sense cap mena de garantia de responsabilitat sobre el programari. Hi ha algunes condicions si es vol redistribuir el programari identificat amb la marca de Mozilla i la seva imatge.

### Respecte pels estàndards
El programari de Mozilla és respectuós amb la majoria dels estàndards establerts i en desenvolupament, de les organitzacions destinades a vetllar per una Internet oberta i equilibrada, com el W3C, l'ECMA o l'IETF, que afavoreixen la igualtat d'oportunitats i el no-control de la xarxa per pocs, deixant als usuaris la llibertat d'elecció entre més d'una opció.

### Característica multiplataforma

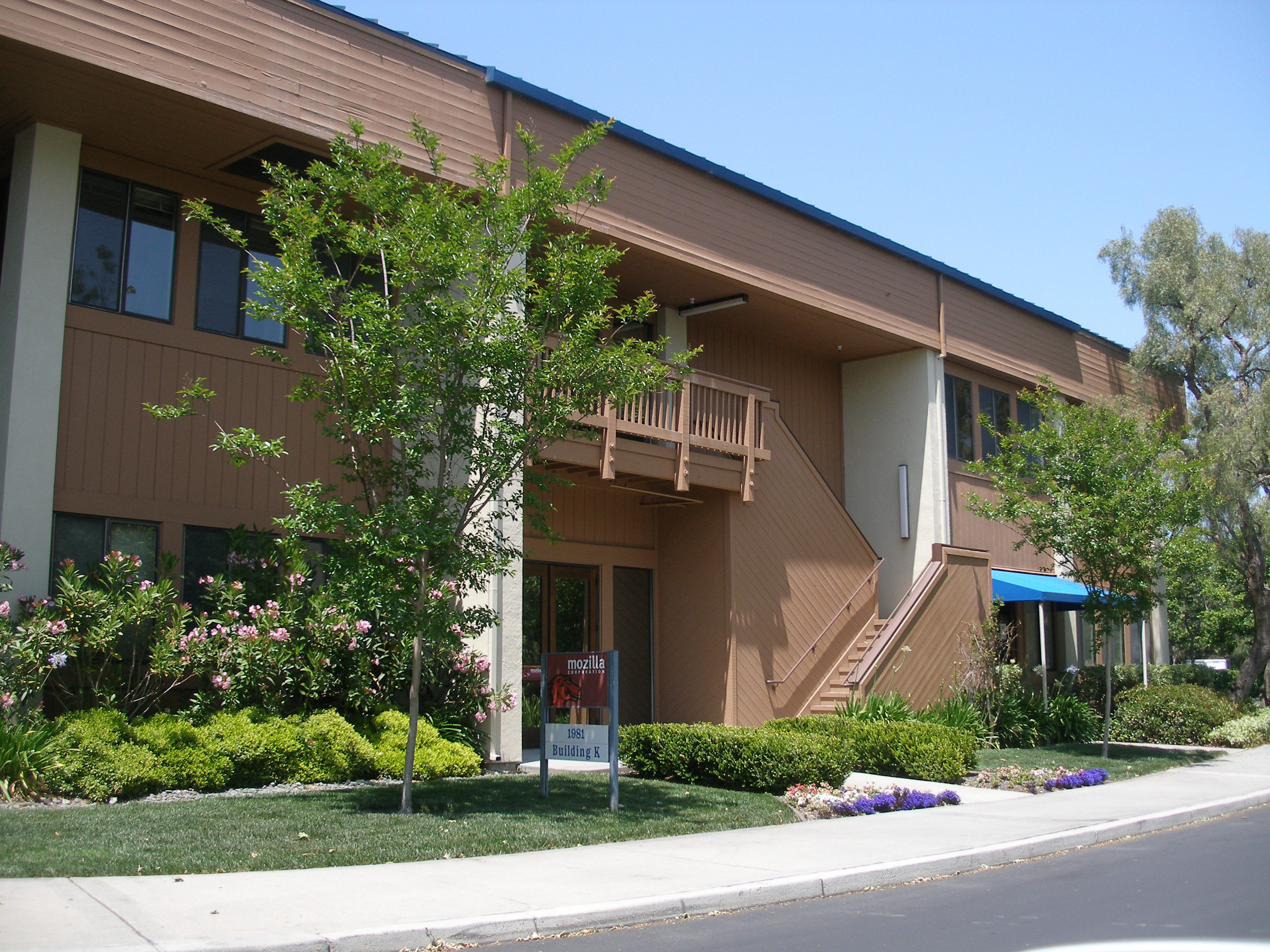
Seu de la Fundació Mozilla a Mountain View, Califòrnia.

Un dels principals avantatges del programari de Mozilla és que pot interaccionar amb una gran quantitat de plataformes, com Microsoft Windows, MacOS, GNU/Linux, BSD o Solaris. Aquesta característica multiplataforma del programari de Mozilla facilita la interoperabilitat en cas d'haver de treballar amb diversos sistemes operatius diferents, una ràpida adaptació en les migracions a altres sistemes, o senzillament, la possibilitat de seguir amb el mateix programari per a aquells que vulguin provar un nou ambient informàtic.
El programari de Mozilla es tradueix a una gran quantitat d'idiomes, gràcies als contribuïdors del MLP, entre els quals hi trobem el català.

## Productes
Alguns dels productes desenvolupats pel projecte Mozilla són els navegadors Mozilla Application Suite, Mozilla Firefox, Camino, el client de correu Mozilla Thunderbird o el calendari Mozilla Sunbird. També s'hi poden afegir projectes com Bugzilla, un sistema de notificació d'errors via web; Minimo, un navegador basat en Gecko per a petits dispositius; o GtkMozEmbed, tecnologia destinada a integrar Mozilla en aplicacions GTK.

## Història
El projecte Mozilla va néixer l'any 1998, fruit de l'alliberació del codi font de la sèrie 4.x de Netscape, i actualment compta amb la col·laboració organitzativa, legal i financera de la Fundació Mozilla, organització sense ànim de lucre ubicada a l'estat de Califòrnia (Estats Units). La fundació va ser fundada el 15 de juliol de 2003 per permetre la continuïtat del projecte Mozilla més enllà de la participació de voluntaris individuals.

## Organitzacions afiliades
El 17 de febrer de 2004 es va posar en funcionament l'Associació Mozilla Europa, afiliada a la Fundació Mozilla, que representa oficialment al projecte Mozilla al continent europeu, i el 18 d'agost de 2004, Mozilla Japó, l'equivalent per a aquest país asiàtic. També existeix Mozilla Xina.

### Corporació Mozilla
La Corporació Mozilla fou creada el 3 d'agost de 2005 i participa totalment a la Fundació Mozilla, dedicada al desenvolupament i distribució de Mozilla Firefox i Mozilla Thunderbird.